# Anamorphus punctipennis
Anamorphus punctipennis es una especie de coleóptero de la familia Endomychidae.

## Distribución geográfica
Habita en Granada (país).